# John Baboeram
John Khemraadj Baboeram (8 de septiembre de 1946 - 8 de diciembre de 1982) fue un abogado surinamés. Fue una de las víctimas de los Asesinatos de Diciembre.

## Biografía
Después de terminar la escuela secundaria, estudió leyes en la Escuela de Derecho de Surinam en Paramaribo, egresando en 1972. En los Países Bajos estudió en la judicatura y en 1974, se convirtió en director de Stichting Surinamers ("Fundación Surinamesa") en La Haya. En 1977, comenzó una práctica de derecho en Surinam.
Después del golpe militar dirigido por Dési Bouterse el 25 de febrero de 1980 conocido como El golpe de los sargentos, Baboeram se convirtió en abogado defensor de Karamat Ali, un asesor jurídico del recién derrocado primer ministro Henck Arron que había sido detenido por las nuevas autoridades. Los clientes de Baboeram también incluyeron a Badrissein Sital, Stanley Joeman y Chas Mijnals, quienes fueron procesados por la nueva Autoridad Militar el mismo año debido a un presunto contragolpe. En 1982, Baboeram, junto con Eddy Hoost y Harold Riedewald defendieron a Surendre Rambocus, quien el 11 de marzo de ese año había perpetrado un golpe de Estado contra Bouterse sin éxito.
Baboeram, quien cuestionó la legitimidad de la autoridad militar y se involucró cada vez más en el movimiento pro-democratización de Surinam, fue considerado por Bouterse como uno de los "opositores al régimen militar". El 8 de diciembre de 1982, fue arrestado y asesinado junto con otros catorce opositores al régimen en el Fuerte Zeelandia, en Paramaribo (entre las víctimas también estaban Rambocus, Hoost y Riedewald). Un día después, su cuerpo fue entregado por personal militar al hospital, donde sus familiares tuvieron la oportunidad de identificar sus restos mortales.
Antes de su muerte, Baboeram fue gravemente torturado: tenía una mandíbula superior rota, todos menos uno de sus dientes habían sido golpeados, tenía los labios rotos y tenía una profunda herida horizontal en la frente. También tenía una herida de bala en la parte izquierda de la nariz, que luego se cubrió con un yeso. Además, tenía cortes en las mejillas y hemorragias internas. Baboeram fue enterrado el 13 de diciembre de 1982 en el cementerio de Sarwa Oedai en Paramaribo.